# 豐迪拉克 (威斯康辛州)
豐迪拉克（英語：Fond du Lac）是一個位於美國威斯康辛州豐迪拉克縣的城市。同時該地也是豐迪拉克縣的縣治。

## 地方資料
豐迪拉克的座標為43°46′00″N 88°27′00″W / 43.76667°N 88.45000°W，而該地的海拔高度為232米（即760英尺）。根據2020年美國人口普查，該地共人口44678人，而該地的面積約為53.19平方千米。